# Jula Molnar
Jula (Julija) Molnár, roj. Vovk, slovenska podjetnica, hotelirka, *  11. januar 1891, Bled, † 31. oktober 1967, Bled.

## Življenje in delo
Jula Molnar se je rodila na Bledu kot prva izmed sedmih otrok očetu Antonu Vovku starejšemu. Imela je štiri brate in tri sestre. Njen oče je bil prvi domačin, ki je na tem območju začel s turizmom. V njihovi ponudbi so bile sončne in zračne kopeli, hišice, ki niso imele zastekljenih oken, da je lahko svež zrak nemoteno prihajal notri, ter vodstva pri sprehodih v naravo. Za razliko od konkurence, Švicarja Riklija jim je Anton Vovk dovolil neomejeno hrane in pijače.
Jula je skupaj s sestrama Tilo in Maro nadaljevala tradicijo turizma v družini. Končala je meščansko šolo in se pri očetu naučila strategij v turizmu. Ko se je osamosvojila, je vzela tvegano bančno posojilo in leta 1919 kupila stari hotel Luisenbad iz leta 1854. Poleg hotela je bil naravni vrelec s stalno temperaturo 22 stopinj Celzija. Začela je z obnovo, v bližini zgradila depandanse in kopališče s kabinami. Nadaljevala je z gradnjo hotela, ki naj bi postal najboljši daleč naokoli. Dograjen je bil leta 1925, imenoval pa se je Toplice. To je bil prvi hotel z lastnim pokritim bazenom in še danes je to najbolj znani hotel na Bledu.
Po nastanku Kraljevine Srbov, Hrvatov in Slovencev je hotel Toplice postal prostor srečanj najvišjih politikov, plemičev, diplomatov in drugih pomembnih osebnosti. V hotelu so imeli pomembne sestanke, med najpomembnejše pa sodijo trije sestanki Male antante (obrambna zveza Jugoslavije, Češkoslovaške in Romunije) in sestanki Balkanskega pakta, ko so podpisali Blejski sporazum. Leta 1932 je v hotel na svoje stroške povabila Češkoslovaško hokejsko reprezentanco in organizirala hokejsko tekmo na zaledenelem blejskem jezeru s tedanjo Jugoslovansko reprezentanco.
Jula Molnar je bila finančno spretna in se je znala izkopati iz dolgov, čeprav ni bila izšolana finančnica. Bila je ena prvih slovenskih podjetnic, turizem na Gorenjskem je zaživel po njeni zaslugi. Kot šefinji vrhunskega hotela ji je koristilo znanje nemškega jezika. Znala se je pogovarjati tako z uglednimi kot s preprostimi gosti. Bila je dobra, skrbna in pravična do vseh uslužbencev, zato so jo imeli radi in jo spoštovali. »Sama nikoli ni ukazovala zgolj zato, da bi uveljavila svojo voljo in avtoriteto.« (Kramarič, Rožman 2007: 257) Zgradila je prvo golf igrišče ob hotelu. V pritličju hotela so zgradili bazen s termalno vodo, imeli so tudi masažo, kopalnega mojstra in kuhinjo, ki je bila znana po odlični hrani.
Poročila se je z avstro-ogrskim oficirjem Alexandrom Molnarjem. Imela sta štiri otroke, ki so po drugi svetovni vojni odšli po svetu in nihče ni nadaljeval kariere v turizmu.
Med drugo svetovno vojno je bila v hotelu Toplice nemška uprava. Tam je bil štab policije, vojske in žandarmerije, uprava zapora v Begunjah ter urad za utrjevanje nemštva. V kuhinji hotela pa so ilegalno pripravljali pakete za internirane partizane.
Po vojni so hotel nacionalizirali in Jula se je morala izseliti. Naslednjih dvajset let se je selila po Bledu in živela v revnih stanovanjih. Izdelovala je lutke v narodnih nošah in jih je prodajala podjetju Dom v Ljubljani. Slovenske narodne noše je zbirala celo življenje, vanje je oblačila celo sorodstvo in skupaj so v njih pričakali in pozdravljali slavne osebnosti. 
Umrla je v hiši na Bledu, ki je bila v lasti njenega nekdanjega hotela.